# Saint-Léonard-des-Bois
Saint-Léonard-des-Bois là một xã trong tỉnh Sarthe ở tây bắc nước Pháp. Xã này nằm ở khu vực có độ cao từ 87-241 mét trên mực nước biển.